# Saxine
Saxine (også kendt som Det smilende vandtårn eller Sakskøbing Vandtårn) er et 33 meter højt vandtårn beliggende i Sakskøbing på Lolland. Tårnet er byens vartegn og blev opført i 1908 af Christiani & Nielsen, men smilet kom først på i 1982, hvor arkitekt Flemming Skude dekorerede det. Dekorationen var først genstand for megen kontrovers i byen, men er efter gennemførelsen blevet populært lokalt. Ansigtet på tårnet er blevet genopmalet i 2013.

## Arkitektur
Over indgangspartiet hænger en model af Sakskøbings byvåben. Taget afsluttes med et spir og en vindfløj, der er udformet som en saks i stil med saksene i byens våbenvåben.
Navnet Saxine blev introduceret af den daværende erhvervschef (Bo Bartkær) på et borgermøde. Flemming Skude havde givet tilladelsen  til brugen af navnet, og Handelstandsforeningen greb hurtigt ideen, og fik lavet de kendte klistermærker, som hurtigt blev en del af gadebilledet.